# Hearts of Iron II
Hearts of Iron II is een real-time strategy computerspel ontwikkeld door Paradox Development Studio. Het spel is uitgebracht op 4 januari 2005 en het spel is de opvolger van Hearts of Iron.
Het spel speelt zich af in 1936 - 1947 tijdens de Tweede Wereldoorlog. De speler kan een van 175 landen spelen en het land leiden in de periode voor, tijdens en na deze oorlog.

## Enige kenmerken
- Wereldkaart met alle landen uit de periode 1936-1946 (1936-1964 met de uitbreiding Armageddon).
- Mogelijkheid om landen vrij te geven en verder te spelen als dat land. (Republiek Vlaanderen, Scandinavië, Ottomaanse Rijk,...)
- De mogelijkheid om ahistorisch te spelen en een andere weg in te slaan in de geschiedenis.
- Uniek mechanisme om politieke systemen en het effect van deze systemen op neutrale landen te simuleren.
- Geavanceerd onderzoeksprogramma.
- Historische generaals en politieke leiders. Duizenden bestaande personen die dankzij uitgebreid onderzoek uiterst waarheidsgetrouw worden weergegeven.
- Meer dan 100 verschillende legers, die bestaan uit grond-, lucht- en zeestrijdkrachten.
- Talloze technologieën om je legers te ondersteunen.
- Bouwen en verbeteren van infrastructuur, forten, luchtmachtbasissen, havens, kerncentrales,...
- Met de Valkyrienet-service van Hearts of Iron kunnen spelers eenvoudig contact met elkaar maken via het internet om tegen elkaar te spelen.